# Hirehalli, Heggadadevankote
Hirehalli là một làng thuộc tehsil Heggadadevankote, huyện Mysore, bang Karnataka, Ấn Độ.